# Public Enemy No. 1 (Megadeth)
Public Enemy No. 1 è un singolo del gruppo musicale statunitense Megadeth, l'unico estratto dal tredicesimo album in studio Thirteen e pubblicato il 13 settembre 2011.

## La canzone
Secondo quanto affermato dal frontman Dave Mustaine, il testo di Public Enemy No. 1 parla del famoso gangster degli anni venti Al Capone.
Il brano venne eseguito per la prima volta dal vivo il 4 luglio 2011 ad Amburgo prima che esso venisse pubblicato come singolo; inoltre ricevette una nomination ai Grammy Awards nella categoria Best Hard Rock/Metal Performance, perdendo tuttavia nei confronti di White Limo dei Foo Fighters.

## Video musicale
Il videoclip, girato in uno scenario western e pubblicato il 4 novembre, inizia con un inseguimento in macchina tra due scimmie, una interpreta lo sceriffo e l'altra il malfattore, sul quale è stata apposta una taglia di un milione di dollari. Nelle locandine della taglia, al posto della scimmia è possibile vedere Mustaine cantare ed eseguire il brano; la scimmia indiziata giunge in un bar-appartamento, dove il barista viene interpretato dal batterista Shawn Drover, e successivamente va in una stanza, nella quale si trova il bassista David Ellefson, ad effettuare una chiamata alla sua amante.
Successivamente, Drover, nel guardare il notiziario (il cui giornalista viene interpretato da Mustaine), telefona subito alla scimmia-sceriffo, il quale giunge armato sul posto. La scimmia-malfattore, dopo aver interrotto una partita a carte contro Drover e il chitarrista Chris Broderick, inizia a sparare verso lo sceriffo, piazza una bomba dentro all'edificio e fugge.

## Tracce
1. Public Enemy No. 1 – 4:15